# Olenecamptus octomaculatus

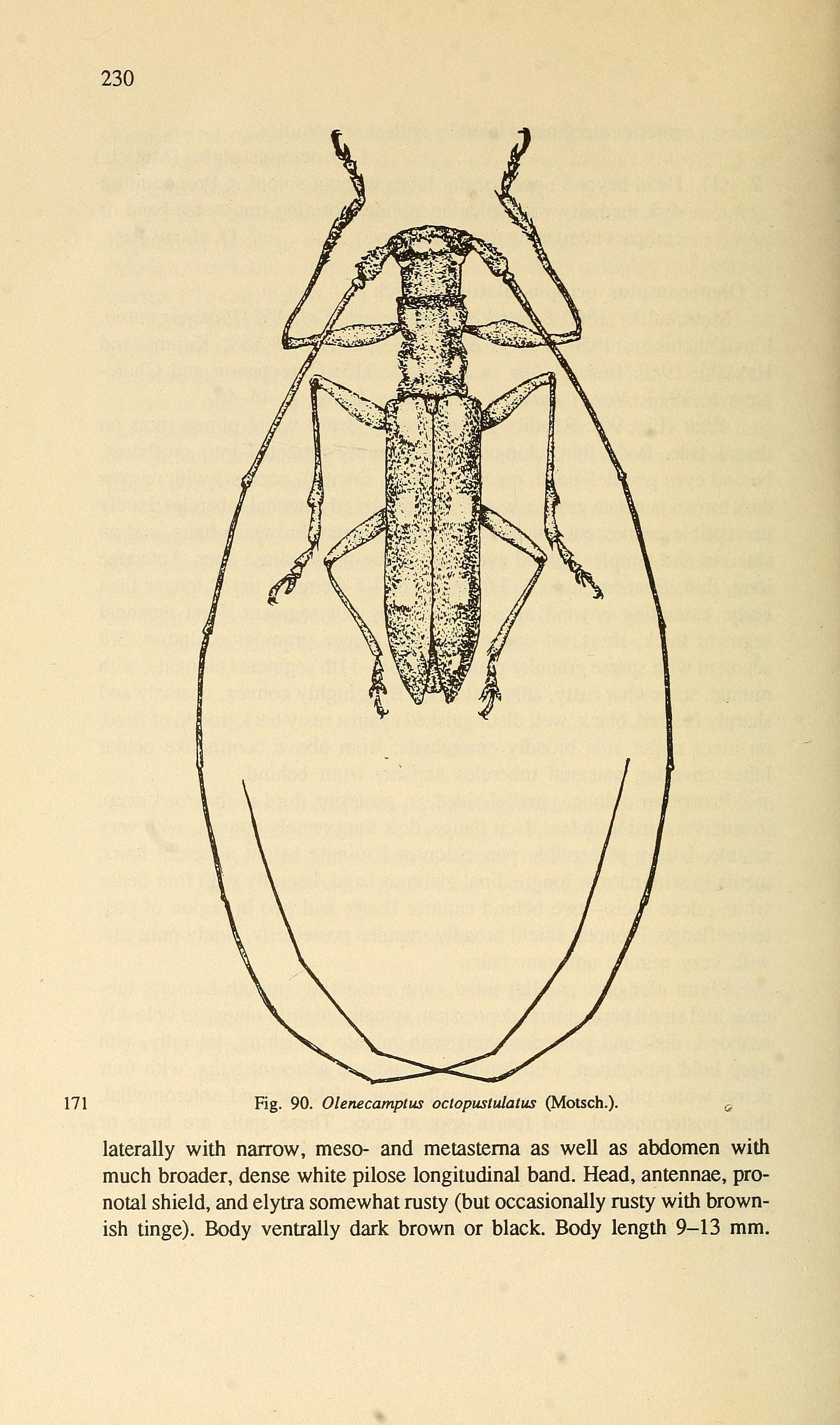
Ilustración del Cerambycidae del norte de Asia. Instituto Biológico (Academia de Ciencias de la URSS); Cherepanov, A. I.; Estados Unidos.

Olenecamptus octomaculatus es una especie de escarabajo longicornio del género Olenecamptus, categorizada en la tribu Dorcaschematini, de la subfamilia Lamiinae. Fue descrita por Breuning en 1940.

## Descripción
Mide 20 mm de longitud.

## Distribución
Se distribuye por Vietnam.